# 瓦奇巴托体育俱乐部
瓦奇巴托体育俱乐部（西班牙語：Club Deportivo Huachipato）是智利足球俱乐部，位于塔尔卡瓦诺。俱乐部创建于1947年6月7日，俱乐部现属于智利足球甲级联赛球队。球队主体育场为拉斯瓦奇巴托体育场（Estadio Las Higueras）可以容纳约10,000名观众。

## 球队荣誉
- 智利足球甲级联赛冠军: 1次

1974
- 智利足球乙级联赛 冠军: 1次

1966

## 知名球员
- Omar Gomez O.
- 路易斯·埃伊萨吉雷
- Pablo Caballero
- Carlos Sintas
- Cristián Fernando Muñoz
- 贾维尔·迪·格雷戈里奥
- 马里奥·维纳尔
- 胡安·弗朗西斯科·维弗罗斯
- 刘易斯·查瓦里亚

## 官方赞助商
- Diadora

- Beer Cristal Chile （页面存档备份，存于）